# Slakdolven
De slakdolven (soms ook kringbuiken) (Liparidae) zijn een familie van vissen in de orde der schorpioenvisachtigen (Scorpaeniformes). 

## Verspreiding en leefgebied
Het zijn meestal kleine zoutwatervissen die worden aangetroffen in koudere wateren van de Noordelijke IJszee, noordelijke en zuidelijke delen van de Atlantische Oceaan en noordelijke en zuidelijke delen van de Grote Oceaan. Enkele soorten leven op extreme diepte; in de Marianentrog werden op 8.000 meter diepte nog slakdolven ontdekt. Vanwege de grote moeilijkheden bij het bestuderen van de diepzee zijn ettelijke soorten pas na 2000 beschreven; veel andere soorten wachten vermoedelijk nog op beschrijving.

## Lijst van geslachten
- Acantholiparis Gilbert & Burke, 1912
- Allocareproctus Pitruk & Fedorov, 1993
- Careproctus Krøyer, 1862
- Crystallichthys Jordan & Gilbert, 1898
- Edentoliparis
- Elassodiscus Gilbert & Burke, 1912
- Genioliparis Andriashev & Neyelov, 1976
- Gyrinichthys Gilbert, 1896
- Liparis Scopoli, 1777
- Lipariscus Gilbert, 1915
- Menziesichthys Nalbant & Mayer, 1971
- Nectoliparis Gilbert & Burke, 1912
- Notoliparis Andriashev, 1975
- Osteodiscus Stein, 1978
- Palmoliparis Balushkin, 1996
- Paraliparis Collett, 1879
- Polypera Burke, 1912
- Psednos Barnard, 1927
- Pseudoliparis Andriashev, 1955
- Rhinoliparis Gilbert, 1896
- Rhodichthys Collett, 1879
- Squaloliparis Pitruk & Fedorov, 1993